# Konzerte von Deep Purple in Jakarta 1975
Die Konzerte  der britischen Hardrockband Deep Purple in Jakarta fanden am 4. und 5. Dezember 1975 statt. Die Auftritte im Utama-Senayan-Stadion Jakartas sollten bis 2002 die einzigen von Deep Purple bleiben, die sie in Indonesien absolvierten. Im Laufe des Aufenthalts kam ein Teammitglied unter unklaren Umständen ums Leben und die Polizei wurde übergriffig gegenüber den Fans. Rückblickend nannte der Bassist Glenn Hughes sie „die schlimmsten Konzerte meines Lebens“. Trotz weiterer Angebote wollten er und Jon Lord nie in dieses Land zurückkehren.

## Vorgeschichte
Sänger der Band war in dieser Zeit David Coverdale, der sich mit dem Bassisten Hughes abwechselte. Am Schlagzeug saß das Gründungsmitglied Ian Paice, am Keyboard Jon Lord. Erst in diesem Jahr zu Deep Purple gekommen war der Gitarrist Tommy Bolin und komplettierte die sogenannte Mark-IV-Besetzung der Band. Das aktuelle Album Come Taste the Band wurde bei den Kritikern schlecht bewertet und erreichte auch nicht mehr den kommerziellen Erfolg der Vorgänger. Die Tour hatte in Honolulu begonnen, und man hatte bereits Neuseeland und Australien besucht. Die nächsten geplanten Ziele waren Japan und Hongkong. Dann erhielt man das Angebot, als erste westliche Rockband in Indonesien aufzutreten. Vereinbart wurde ein kleineres Konzert vor 7.000 Zuschauern (andere Quelle 20.000) und ein Vorschuss von 11.000 US-Dollar.
Über die innenpolitischen Verhältnisse hatten sich weder die Band noch ihr Manager Rob Cooksey informiert. Das Land stand unter der Kontrolle des Diktators Suharto, der sich 1965 an die Macht geputscht hatte. Bei folgenden Massenmorden durch das Militär starben chinesischstämmige Indonesier und angebliche Kommunisten. Die Zahl der Opfer schätzt man auf 500.000 bis 3 Millionen Tote. Als Bollwerk gegen den sich in Südostasien ausbreitenden Kommunismus wurde das Regime von den Vereinigten Staaten, Australien und anderen westlichen Staaten unterstützt. Im Oktober hatte Indonesien mit der Operation Flamboyan begonnen, bei der es verdeckt mit Soldaten in die Kolonie Portugiesisch-Timor eindrang. Dabei waren am 16. Oktober fünf westliche Journalisten von indonesischen Soldaten ermordet worden, wofür man die Verantwortung auf osttimoresische Kämpfer schob. Aufgrund der Bedrohung erklärt die linksgerichtete FRETILIN am 28. November einseitig die Unabhängigkeit Osttimors von Portugal, was Indonesien als kommunistische Bedrohung darstellte.

## Geschehen in Jakarta
Am 4. Dezember landete die gelbe Boeing 707 von Deep Purple in Jakarta. Ein Militärkonvoi brachte die Band zum Hotel. Auf dem gesamten Weg von etwa zehn Kilometern standen Deep-Purple-Fans und begrüßten frenetisch ihre Idole. Doch statt der angekündigten Halle für 20.000 Zuschauer für ein Konzert sollte die Band nun an zwei Tagen in Folge im Nationalstadion auftreten, was bis zu 50.000 Zuschauer fasste. Verkauft waren 125.000 Tickets. Die normale Gage der Band für zwei solche Auftritte betrug 750.000 US-Dollar.
Die Bühne bestand aus Orangenkisten. Das Militär, zu dem damals auch die Polizei gehörte, stellte den Sicherheitsdienst. Sie waren mit Maschinengewehren und Schlagstöcken bewaffnet und hatten Dobermänner als Wachhunde. Beim ersten Konzert hatte man 20.000 Zuschauer in das Stadion gelassen, doch weitere 35.000 Fans hatten Tickets verkauft bekommen und brachen durch die Absperrungen. Die Sicherheitskräfte ließen die Menge trotz der schweren Bewaffnung weitgehend gewähren. Kinder wurden laut Jon Lord mit Maschinengewehren weggedrückt, aber es gab keine organisierte Reaktion der Polizei.
Im Hotel versuchte Bandmanager Rob Cooksey den indonesischen Geschäftspartner Danny Sabri zur Rechenschaft zu ziehen, doch stand dieser anscheinend unter dem Schutz der Regierung. Währenddessen soll der Bandleibwächter Patsy Collins im Streit mit zwei Teammitgliedern aus einem Zimmer gehastet sein und in seiner Ungeduld eine nicht markierte Tür im sechsten Stock geöffnet haben. Er stürzte daraufhin drei Stockwerke tief in einen Fahrstuhlschacht und durchbrach mehrere Wasserleitungen der Heizungsanlage. Der kräftige Collins stolperte danach nochmals in den Schacht und fiel nun bis in das Erdgeschoss. Er schaffte es noch, sich aus dem Hotel in einen Minibus zu schleppen und „Hospital“ zu murmeln. Dann starb er an inneren Verletzungen und Verbrennungen. Um vier Uhr morgens wurden Cooksey, Hughes und der zweite Leibwächter Paddy the Plank von Soldaten aus den Betten geholt und unter dem Vorwurf des Mordes an Collins verhaftet. Den Tag verbrachten sie im Gefängnis. Zum Konzert wurde Hughes aus seiner Zelle geholt. 6000 Militärpolizisten waren im Stadion. Die Europäer im Publikum wurden angewiesen, sich im Auditorium zu versammeln. Hughes beschreibt die Fans als „fröhliche, junge Leute“, doch nach nur 20 Minuten hetzten die Soldaten die Hunde auf die Zuschauer und begannen mit Stöcken auf die Zuschauer einzuschlagen. Auch Kinder wurden von den Hunden gebissen. Deep Purple brach das Konzert ab. Der Rolling Stone berichtet von 200 Verletzten. Hughes soll später gesagt haben, dass er sich sicher sei, dass es Tote gegeben habe.
Vom Stadion wurde Hughes wieder auf die Polizeiwache gebracht, wo er, Cooksey und Paddy die Nacht verbrachten. Am nächsten Tag wurden sie vor einen Verantwortlichen gebracht, der ständig mit seinem Revolver spielte. Er erklärte, seiner Meinung nach sei das Ganze ein tragischer Unfall gewesen und man müsse der Formalitäten halber die Reisepässe fotokopieren. Letztlich mussten die Verhafteten 2000 US-Dollar zahlen, um ihre Pässe wieder zu bekommen. Dann wurden sie wieder zum Flughafen gebracht, wo bereits die restliche Band und die Crew warteten. Der Leichnam von Patsy Collins, den anscheinend keiner der Crew zu Gesicht bekam, blieb zurück und verschwand.
Am Flughafen stellte Deep Purple fest, dass ein Reifen ihres Flugzeuges ein Loch hatte. Die Indonesier weigerten sich, ihn zu wechseln, was schließlich die Bühnenarbeiter Ozzie Hoppe, Baz Marshall, der Musikjournalist Chris Charlesworth und der Bordingenieur übernahmen. Für das ausgeliehene Werkzeug musste man 10.000 US-Dollar bezahlen. Dann konnte Deep Purple mit ihrer Crew nach Japan abfliegen. Ein Anwalt, den die Verhafteten in Los Angeles kontaktiert hatten und der erst nach Abflug der Band in Jakarta eintraf, wurde bei einem Treffen mit Sabri mit einer Machete durch das Zimmer gejagt. Die Band konnte finanziell nichts mehr erreichen.

## Epilog
Deep Purple trat bereits am 8. Dezember wieder im japanischen Nagoya auf. Die Band löste sich drei Monate später nach einem letzten Konzert in Liverpool auf. Am 4. Dezember 1976, am Jahrestag des ersten Konzerts in Jakarta, starb Tommy Bolin an einer Überdosis Heroin.
Am 7. Dezember begann Indonesien mit der Operation Seroja die offene Invasion von Osttimor. Durch die folgenden 24 Jahre Krieg starben 183.000 Menschen. Erst nach dem Sturz Suhartos endete 1999 die Besatzung und die Diktatur, doch noch immer hat das Militär großen Einfluss in der Gesellschaft und Politik.
Musikalisch hatte Deep Purple einen großen Einfluss auf die indonesische Musikszene. Esther Clinton und Jeremy Wallach nennen Indonesien eine „Metal Republic“ seit den Auftritten der Band. Seit Ende der 1980er-Jahre entstand in den Städten eine landesweite Underground Metal Scene. Der gewählte Präsident Joko Widodo gilt als ausgesprochener Heavy-Metal-Fan.
Hughes, Lord und Cooksey sind überzeugt, dass der ausgebildete Bodyguard einem Mord zum Opfer fiel. David Coverdale scheint anderer Meinung zu sein und weigerte sich auch später, an der Dokumentation Phoenix Rising über diese Zeit teilzunehmen. Coverdale trat 2020 mit seiner Band Whitesnake wieder in Indonesien auf. Sie spielten vor den Scorpions auf dem JogjaROCKarta Festival in der Stadt Yogyakarta.